# Văn bản ngầm
Văn bản ngầm (tiếng Nga: nodtekst) còn gọi là hàm ngôn, nghĩa hàm ẩn.
Nghĩa ngầm, bị che giấu, không trùng với nghĩa đen của văn bản, văn bản nảy sinh từ sự tương quan giữa các ý nghĩa ngôn từ có trong văn bản với văn cảnh chung của sự phát ngôn, với mục đích và tính biểu cảm của phát ngôn, và nhất là với tình thế phát ngôn. Văn bản ngầm này sinh qua dòng lời nói như là phương thức im lặng, “nghĩa ẩn”. Khi đó “những hàm nghĩa từ vựng trực tiếp thôi không còn tạo ra và quy định nội hàm của lời nói nữa” (V.V. Vi-nô-gra-đốp). Quan niệm về văn bản ngầm và cách tạo ra nó (như một phương thức nghệ thuật và một hiệu quả nghệ thuật) đã được đề xuất từ cuối thế kỷ XIX.
Sang thế kỷ XX, với K. Xta-ni-xláp-xki, thuật ngữ này có hàm nghĩa rộng hơn, trở thành tên gọi của một nguyên tắc sử dụng lời nói trên sân khấu, nguyên tắc tâm lí, vừa ý chí, vừa tình cảm.
Khái niệm văn bản ngầm dần dần đi vào nghiên cứu văn học.
Người ta dùng nó để ghi nhận những đặc điểm sáng tạo của một số nhà văn nhất định. Ví dụ: của Ph. Cáp-ca, của Hê-ming-uê (ý niệm về “phần chìm của tảng băng trôi”). Phương pháp tạo ra văn bản ngầm cũng có phần dựa trên kĩ thuật nét chủ đạo (leitmotip) vốn được dùng bởi các nhà văn Đức như T.Man. Văn bản ngâm cũng có ở các nhà văn cổ điển chủ nghĩa, ở các nhà văn hay dùng cái gọi là “ngôn ngữ Ê-dốp”.